# Luigi Pisani

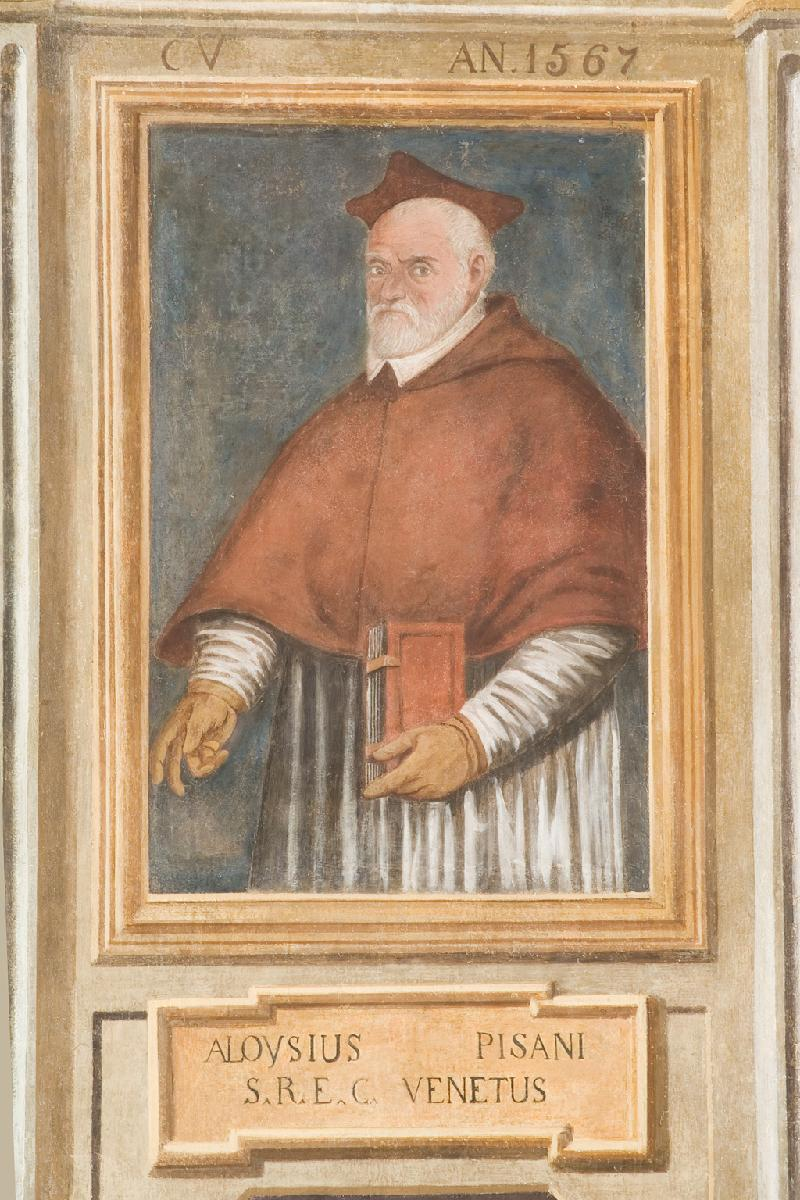
Kardinal Luigi Pisani

Luigi Pisani (* 1522 in Venedig; † 3. Juni 1570 ebenda) war ein italienischer Kardinal und Bischof von Padua. Sein Name wird auch als Luigi Pisano, Alvise Pisani oder Aloisius Pisano wiedergegeben.

## Leben
Als ältestes der acht Kinder von Giovanni Pisani, Botschafter der Republik Venedig in Frankreich, und dessen Ehefrau Benedetta Gritti, Schwester des Dogen Andrea Gritti, gehörte Luigi Pisani dem Patriziat der Serenissima an. Zudem war er ein Neffe des Kardinals Francesco Pisani, der seine kirchliche Laufbahn entscheidend förderte.
Luigi Pisani wurde 1555 zum Bischof von Padua erwählt. Von 1562 bis 1563 nahm er am Konzil von Trient teil.
Papst Pius IV. kreierte ihn im Konsistorium vom 12. März 1565 zum Kardinalpriester. Luigi Pisani war Teilnehmer am Konklave 1565–1566, das Papst Pius V. wählte. Den Kardinalshut und die Titelkirche San Vitale empfing er am 8. Februar 1566. Er wechselte am 2. Juni 1568 zur Titelkirche San Marco.
Luigi Pisani starb 1570 in Venedig und wurde in der dortigen Kirche Santa Maria delle Grazie beigesetzt.